# Dexter Cambridge
Dexter Ryan Cambridge (Eleuthera, 29 gennaio 1970) è un ex cestista bahamense, professionista nella NBA, in Italia e in Sudamerica.

## Carriera
Ha giocato dal 1993 al 1999 in Italia in Serie A2 a Padova, Gorizia e a Fabriano.
Con le Bahamas ha disputato i Campionati americani del 1995.